# Maria Makowska
Maria Makowska (* 25. Januar 1969 in Breslau) ist eine ehemalige polnische Fußballspielerin.

## Karriere

### Vereine
Makowska begann 1985 in der Betriebssportgemeinschaft der Pafawag, der in Breslau ansässigen Staatlichen Waggon- und Straßenbahnfabrik, mit dem Fußballspielen. Ihre Premierensaison im Seniorinnenbereich hatte sie beim amtierenden Polnischen Meister Stilon Gorzów, mit dem sie ebenfalls die Meisterschaft gewann.
Nach Deutschland gelangt, spielte sie von 1996 bis 1999 zunächst für den SSV Turbine Potsdam, die erste Saison noch in der Gruppe Nord der seinerzeit zweigleisigen Bundesliga. Mit Loslösung der Frauenfußballabteilung vom SSV Turbine Potsdam und der Gründung eines eigenständigen Vereins unter dem Namen 1. FFC Turbine Potsdam zum 1. April 1999, spielte sie fortan für diesen bis Saisonende 2003/04 in der Bundesliga. Während dieser Zeit gewann sie das Double – Meisterschaft und Pokalsieg; im Pokalfinale, beim 3:0-Sieg über den 1. FFC Frankfurt am 29. Mai 2004 wurde sie für Petra Wimbersky in der 76. Minute eingewechselt.
Die Saison 2004/05 spielte sie für den slowenischen in Novo mesto ansässigen Erstligisten ŽNK Krka, anschließend, nach Deutschland zurückgekehrt, die Saison 2005/06 für den Post SV Nürnberg. Ihr letzter Verein war von 2009 bis 2013 der SV 67 Weinberg, für den sie in der drittklassigen Regionalliga Süd spielte und 2013 die regionale Meisterschaft gewann. Mit diesem Titelgewinn beendete sie ihre Spielerkarriere.

### Nationalmannschaft
Makowska bestritt von vom 26. Juni 1988 bis zum 19. Mai 2010 (1:5 gegen die Nationalmannschaft Italiens in Stettin) 111 Länderspiele für die Nationalmannschaft. In 87 Länderspielen führte sie ihre Mannschaft als Spielführerin auf Spielfeld. An Welt- oder Europameisterschaften hatte sie nicht teilnehmen können, da ihre Mannschaft sich für diese Turniere nicht qualifizieren konnte. Gegenwärtig (Stand: 16. August 2023) ist sie die Rekordnationalspielerin ihres Landes. Ihr erstes von fünf Länderspieltoren erzielte sie am 15. Oktober 1989 bei der 1:3-Niederlage im ersten Länderspiel gegen die Nationalmannschaft Frankreichs in Kurów in der 59. Minute per Strafstoß. 
Mit einer Zeitspanne von 21 Jahren und 327 Tagen weist sie die längste aktive Zeit einer Spielerin in der Nationalmannschaft auf. Zudem ist sie mit 41 Jahren und 114 Tagen die älteste Nationalspielerin Polens und mit 37 Jahren und 241 Tagen die älteste Torschützin. Ihr Tor gelang ihr am 23. September 2006 im letzten Spiel der WM-Qualifikationsgruppe 3 beim 4:2-Sieg über die Nationalmannschaft Belgiens in Kutno.

## Erfolge
- Meister Regionalliga Süd 2013
- Deutscher Meister 2004
- DFB-Pokal-Sieger 2004
- Polnischer Meister 1996

## Sonstiges
Makowska ist verheiratet und Mutter eines Sohnes. Sie arbeitet als Lackiererin in einer Kfz-Werkstatt.